# Biografielijst Eu

## Eu
- Adelheid van Eu (1190-1246), Gravin van Eu (1191-1246, vrouwe van Hastings

## Eua
- Euagoras I (ca. 435-ca. 373 v.Chr.), koning van Salamis (410-374 v.Chr.)

## Eub
- Lander Euba Ziarrusta (1977), Spaans wielrenner

## Euc
- Demetrius III Eucaerus (ca. 102-ca. 87 v.Chr.), koning van het hellenistisch Seleucidenrijk
- Eucherius (ca. 694-ca. 738), monnik in Jumièges, bisschop van Orléans (721-737) en heilige
- Rudolf Christoph Eucken (1846-1926), Duits filosoof en Nobelprijswinnaar
- Euclides (3e eeuw v.Chr.), Hellenistisch wiskundige
- Euclides van Megara (5e eeuw v.Chr.), Grieks filosoof

## Eud
- Eudamidas I (+300 v.Chr.), Koning van Sparta (330-305 v.Chr.)
- Eudamidas II (+244 v.Chr.), koning van Sparta (275-244 v.Chr.)
- Yohann Eudeline (1982), Frans voetballer
- Eudemus van Rhodos (ca. 370-ca. 300 v.Chr.), Oud-Grieks filosoof
- Johannes (Jean) Eudes (1601-1680), Frans priester, theoloog, congregatiestichter en heilige
- Aelia Eudoxia (+404), Oost-Romeins keizerin (395-404)
- Eudoxia van Bulgarije (1898-1985), Bulgaars prinses
- Licinia Eudoxia (422-462), Romeinse keizerin
- Eudoxos van Cyzicus (2e eeuw v.Chr.), Grieks zeevaarder
- Eudoxus van Cnidus (ca. 410-ca. 355 v.Chr.), Oud-Grieks wetenschapper
- Sidney Raymond (Sid) Eudy (1960-2024), Amerikaans worstelaar

## Eue
- Antiochus VII Euergetes, bekend als Sidetes, (164-129 v.Chr.), Koning van het Seleucidenrijk (138-129 v.Chr.)
- Ptolemaeus III Euergetes I (284-221 v.Chr.), Egyptisch farao (246-221 v.Chr.)
- Ptolemaeus VIII Euergetes II (ca. 182-116 v.Chr.), Egyptisch farao (145-116 v.Chr.)

## Eug
- Emanuel Maria Filips Karel Amelis Lodewijk Michaël Rafaël Gonzaga Xavier Frans van Assisi Eugeen (1889-1932), Koning van Portugal (1908-1910)
- Eugen Leopold van Oostenrijk (1925-1997), Oostenrijks prins
- Freddy Eugen (1941), Deens wielrenner
- Frank Eugene, geboren als Frank Eugene Smith, (1865-1936), Amerikaans-Duits fotograaf, schilder en etser
- Eugène II Frederic Marie Lamoral de Ligne (1893-1960), Belgisch prins van het Huis Ligne, diplomaat en ambassadeur
- Eugène-Rose de Beauharnais (1781-1824), onderkoning van Italië en groothertog van Frankfurt
- Jeffrey Kent Eugenides (1960), Amerikaans schrijver
- Charlotte Augusta Amalia Albertina (Eugénie) van Zweden (1830-1889), Zweeds prinses
- Eugénie Hortense Auguste Napoléone van Leuchtenberg (1808-1847), prinses van Leuchtenberg
- Eugénie Maksimilianovna van Leuchtenberg (1845-1925), Hertogin van Leuchtenberg, Prinses Romanovskaja
- Eugenie van York (1990), Brits dochter van prins Andrew en Sarah Ferguson
- Eugenio Alfonso Carlo Maria Giuseppe van Savoye (1906-1996), prins uit het Huis Savoye, hertog van Ancona en hertog van Genua
- Eugenius Frans van Savoye (1663-1736), Frans edele en generaal
- Eugenius Leopold Adelheid Thomas Maria van Beieren (1925-1997), Beierse prins
- Eugenius Maurits van Savoye-Carignano (1635-1673), Graaf van Soissons (1656-1673)
- Eugenius Napoleon Nicolaas van Zweden (1865-1947), Zweeds prins
- Flavius Eugenius (+394), West-Romeins keizer (392-394)
- Eugenius I (+657), paus (655-657)
- Eugenius II (+827), Paus (824-827)
- Eugenius II van Constantinopel (1780-1822), lpatriarch van Constantinopel (1821-1822)
- Eugenius III, geboren als Bernardo Pignatelli, (+1153), paus (1145-1153)
- Eugenius IV, geboren als Gabriele Condulmer, (1383-1447), Italiaans paus (1431-1447)
- Eugippius (5e eeuw), discipel en biograaf van Severinus van Noricum
- Arthur Eugster (1863-1922), Zwitsers dominee en politicus
- Jetty Eugster-van Bergeijk (1955), Nederlands politicus

## Euk
- Eukleides (5e eeuw v.Chr.), archont van Athene (403-402 v.Chr)
- Eukratides I (+145 v.Chr.), Hellenistisch koning van Bactrië en Grieks India

## Eul
- Eulalia van Mérida (292-304), Spaans martelares en heilige
- Maria Eulalia van Spanje (1864-1958), Infanta van Spanje
- Eulalius, tegenpaus (418-419)
- Jesús Luís Alvárez de Eulate, bekend als Koldo, (1970), Spaans en Andorrees voetballer
- Botho Wend August Graf zu Eulenburg (1831-1912), Pruisisch staatsman
- Leonhard Euler (1707-1783), Zwitsers wis- en natuurkundige
- Ulf Svante von Euler (1905-1983), Zweeds fysioloog, farmacoloog en Nobelprijswinnaar
- Hans von Euler-Chelpin (1873-1964), Duits-Zweeds biochemicus en Nobelprijswinnaar
- Stephanie Eulinberg, Amerikaans drumster
- Eulogius (+259), Spaans geestelijke en heilige

## Eum
- Eumenes van Cardia (362-316 v.Chr.), Thracisch generaal
- Eumenes I (+241 v.Chr.), Koning van Pergamon (263-241 v.Chr.)
- Eumenes II van Pergamon (+159 v.Chr.), Koning van Pergamon (197-159 v.Chr.)
- Eumenes III, bekend als Aristonicus, (+129 v.Chr.), Koning van Pergamon (133-129 v.Chr.)

## Eun
- Eunapius (4e eeuw), Grieks sofist en geschiedschrijver
- Job van Eunen (1980), Nederlands korfballer
- Cho Eun-hwa (1973), Zuid-Koreaans componist
- Eunomia, dochter van Zeus en Thetis (Griekse mythologie)
- Johannes de Eunuch (11e eeuw), hoveling en eunuch aan het Byzantijnse hof

## Eup
- Eupalinus (6e eeuw v.Chr.), Grieks bouwmeester en ingenieur
- Antiochus V Eupator (ca. 173-162 v.Chr.), Koning van het Seleucidenrijk (164-162 v.Chr.)
- Marit van Eupen (1969), Nederlands roeister
- Euphemia Eriksdotter (ca. 1317-1370), Zweeds edelvrouw en koningsmoeder
- Euphemia van Kiev, Koningin-gemalin van Hongarije (vanaf 1104)
- Euphemius van Messina (ca. 800-830), Byzantijns admiraal
- Euphorion van Athene (5e eeuw v.Chr.), Oud-Grieks dichter en toneelschrijver
- Euphorion van Chalcis (ca. 275-ca. 210 v.Chr.), Grieks filoloog en dichter
- Euphranor (4e eeuw v.Chr.), Grieks kunstschilder
- Euphronius (6e eeuw v.Chr.), Grieks pottenbakker en schilder
- Eupolis (5e eeuw v.Chr.), Attische blijspeldichter

## Eur
- Euripides (ca. 480-406 v.Chr.), Oud-Grieks treurspeldichter
- Camiel Martinus Petrus Stephanus Eurlings (1973), Nederlands politicus en bestuurder
- Martinus Joannus Antonius (Martin) Eurlings (1946), Nederlands politicus
- Euronymous, pseudoniem van Øystein Aarseth, (1968-1993), Noors blackmetalartiest
- Jari Europaeus (1962), Fins voetballer
- Euryalus, Grieks held (Ilias)
- Euryanax, Spartaans generaal
- Eurybiades, Spartaans commandant
- Eurycrates van Sparta (+640 v.Chr.), koning van Sparta
- Eurycratides van Sparta (+ca. 590), koning van Sparta (615-590 v.Chr.)
- Eurydice I van Macedonië (4e eeuw v.Chr.), koningin van Macedonië
- Eurydice II van Macedonië (4e eeuw v.Chr.), koningin van Macedonië
- Eurysthenes van Sparta (+930 v.Chr.), Koning van Sparta

## Eus

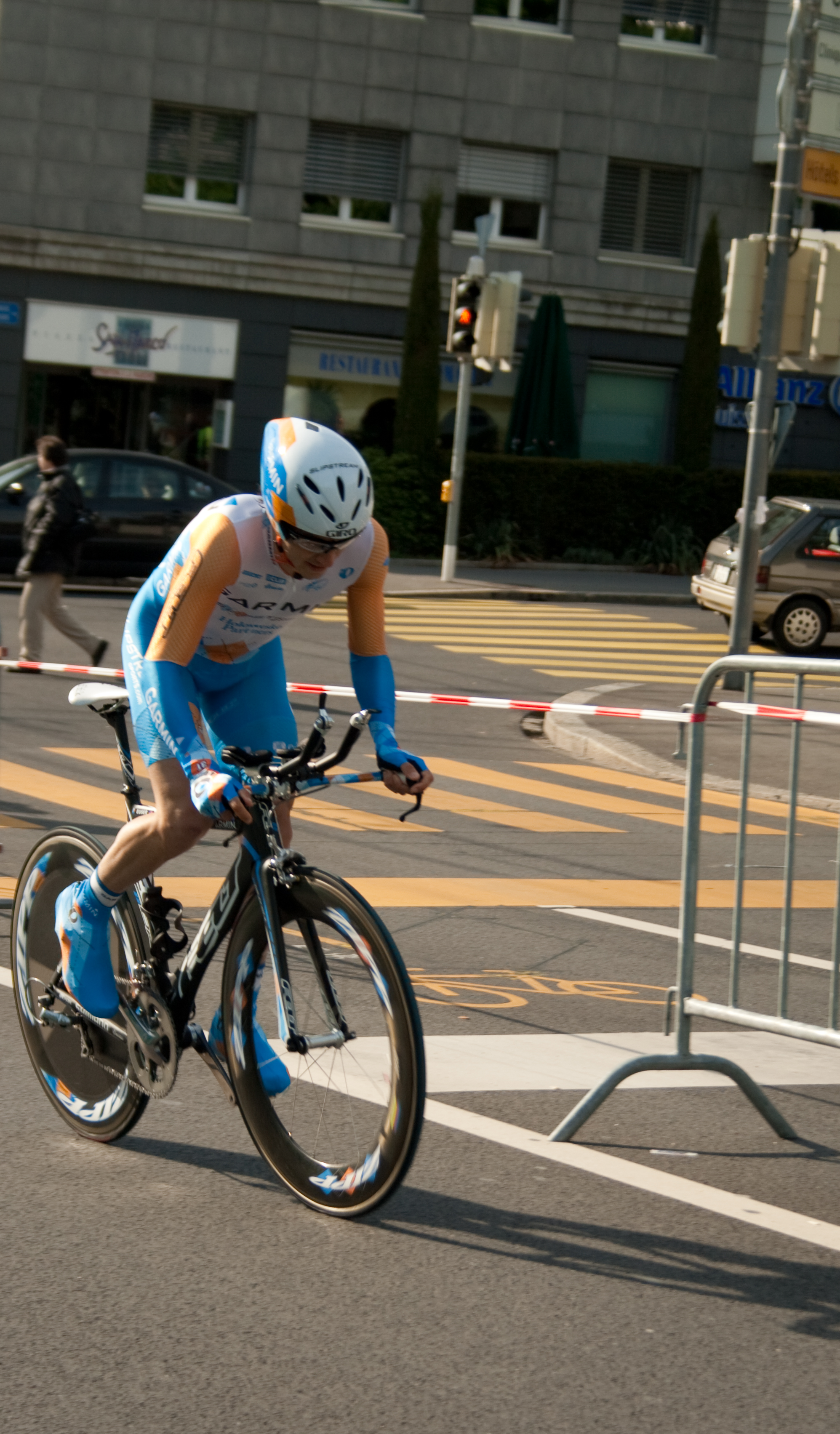
Lucas Euser

- Laurence Eusden (1688-1730), Engels dichter
- Antiochus X Eusebes Philopator, koning van het Seleucidenrijk
- Eusébio da Silva Ferreira (1942-2014), Portugees voetballer
- Eusebius (+310), paus (309-310)
- Eusebius van Caesarea (ca. 263-339), Palestijns geleerde
- Eusebius van Doryleum (5e eeuw), Phrygisch bisschop
- Eusebius van Myndus (4e eeuw), Neoplatoons filosoof
- Lucas Euser (1983), Amerikaans wielrenner
- Julio Bernardo Euson (1941), Arubaans zanger
- Eustaas de Monnik (ca. 1170-1217), Frans rover en piraat
- Eustaas II van Boulogne (ca. 1020-1088), Graaf van Boulogne (1049-1088)
- Eustaas III van Boulogne (1057-1125), Graaf van Boulogne (1088-1125)
- Alan Eustace, Amerikaans informaticus en parachutist
- Katharine Eustace (1975), Nieuw-Zeelands skeletonster
- Pedro Eustache (1959), Venezolaans musicus en componist
- Eustache III van Croÿ (1609-1653), hertog van Croÿ, graaf van Roeulx, baron van Beaurain, heer van Rosnée, Houdain, Warnecq en Diéval en gouverneur van Lille en Doornik
- Bartholomeus Eustachius (ca. 1500-1574), Italiaans arts en anatoom
- Eustachius van Rome (+118), Romeins generaal en heilige
- Eustatius I Grenier (+1123), Heer van Sidon (1110-1123)
- Eustochium (ca. 368-420), Romeins pelgrim, abdis en heilige

## Eut
- Euthydemos I (3e eeuw v.Chr.), inwoner van Manesia en mogelijk satraap van Sogdiana
- Euthymides (6e eeuw v.Chr.), Oud-Grieks pottenbakker en vazenschilder
- Eutropia (5e eeuw), Frans martelares en heilige
- Eutropius (+399), Byzantijns staatsman
- Eutropius van Orange (+475), Frans bisschop van Orange en heilige
- Eutyches (378-454), Christelijk monnik, priester en abt
- Eutychianus (+283), paus (275-283)

## Euv
- Vincent Euvrard (1982), Belgisch voetballer
- Yannick Euvrard (1986), Belgisch voetballer

## Euw

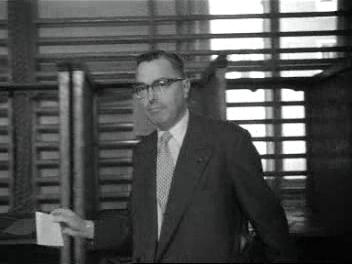
Max Euwe

- Machgielis (Max) Euwe (1901-1981), Nederlands schaker en wiskundeleraar